# عين الجاش
عين الجاش هي إحدى القرى السورية، تقع بجوار مدينة الدريكيش، محافظة طرطوس تحتوي عين الجاش على ثلاث مدارس، ابتدائية، وإعدادية، وثانوية.
وثلاث حارات .
يعتبر أبو رامح( محمود الخرفان ) من أشهر صيادي القرية. 
مختار القرية:محمد الشيخ علي.